# 꼬마쌍살벌
꼬마쌍살벌(Polistes japonicus)은 일본에 주로 서식하는 사회성 쌍살벌 종이다. 1858년 앙리 루이 프레데릭 드 소쉬르가 처음 기재했다. 벌집을 처음 꾸린 여왕벌과 소수의 일벌들이 소규모 벌집을 꾸려 산다. 이 쌍살벌의 벌집은 한국, 중국, 일본의 한방의학에서 약재로 사용되기도 했다.